# Miguelito Cuní
Miguel Arcángel Conill, más conocido como Miguelito Cuní (Pinar del Río, 8 de mayo de 1917 - La Habana, 3 de marzo de 1984), fue un cantante de música cubana. Fue una de las voces emblemáticas del son cubano en las décadas de 1940 y de 1960.

## Biografía
Nació en Pinar del Río, la provincia más occidental de la isla de Cuba, en el seno de una familia humilde. Durante su época de escuela se dedicó al ejercicio de oficios menores para ayudar a la manutención familiar.  En 1932, con quince años, se inició como vocalista en la agrupación  "Los Carameleros". Al poco tiempo, fue vocalista del Septeto Lira, el Septeto Caridad y otras agrupaciones de su provincia.
A partir de 1938, ya en La Habana,  pasó a formar parte del conjunto de Arsenio Rodríguez, y también trabajó activamente con las orquestas “Melodías del 40” y Arcaño y sus Maravillas, realizando grabaciones y presentaciones en vivo y en la radio.
Durante los años cuarenta desarrolló una intensa vida artística, vivió dos años en Panamá y en 1949 se estableció en Nueva York, como director de la orquesta del trompetista Félix Chappottín.
Trabajó con iconos de la música cubana como Beny Moré y en 1956 viajó a Caracas a trabajar con el “Bárbaro del Ritmo” con el conjunto “La Tribu”. En el año 1960 retornó a Nueva York, donde realizó diversas presentaciones, incluyendo el célebre “Palladium”.
Retornó a Cuba en 1966 donde fundó su propio conjunto. Participó en el film "Nosotros, la música" y otros documentales. Algunas de las melodías que alcanzaron popularidad en su voz fueron Con maña se rompe, No hay amor sin caridad, Viejo Socarrón, Nos estamos alejando, Canallón, Quimbombó, Yo sí como candela, Ay qué Canuto, Ya tú ves campeón, Cuento na' ma, Mi son, mi son, mi son, Alto Songo, Canto al monte, Cuchillo para la piña cubana, Sacando palo del monte, Camina y prende el fogón, Rompe Saragüey, Convergencia, La protesta de Baraguá, Todos bailan con la guajira, Cárdenas, Guachinango, El carbonero, entre otras, la gran mayoría grabadas con el conjunto Chappottín y sus Estrellas, grupo con el que logró gran proyección y en el que cantó hasta su muerte.
Falleció el 3 de marzo de 1984 en el Hospital Hermanos Ameijeiras de la ciudad de La Habana.